# Bonamana
Bonamana (hangul: 미인아; rr: Miina) é o quarto álbum de estúdio da boy band sul-coreana Super Junior, lançado em 13 de maio de 2010, pela gravadora SM Entertainment. Uma nova versão do álbum foi lançada, a versão B, no dia 20 de maio, com uma capa diferente. Bonamana foi relançado em 28 de junho de 2010, incluindo três canções inéditas e uma remixada.
O álbum foi o primeiro lançado pelo grupo onde dez dos treze integrantes originais participaram das gravações e promoções. O álbum é o primeiro com a ausência de Kangin, que alistou-se para o serviço militar obrigatório em 5 de julho de 2010, até sua volta ao grupo, em 16 de abril de 2012.
Em menos de uma semana após o anúncio de sua pré-venda, mais de 200 000 cópias foram encomendadas, estabelecendo um novo recorde para o grupo. De acordo com a tabela musical Hanteo Chart, a versão A de Bonamana estreou em primeiro lugar nas paradas, com mais de 36 000 cópias vendidas no primeiro dia de lançamento. Após quatro dias, mais de 70 000 unidades haviam sido vendidas.
De acordo com o Gaon Chart, a soma de todas as versões lançadas de Bonamana resultava num total de mais de 300 000 cópias vendidas apenas na Coreia do Sul.

## Lista de faixas
| Versões A e B  |                                    |                 |                                                                                     |         |  |
| N.º            | Título                             | Letras          | Música                                                                              | Duração |  |
| 1.             | "미인아" (Bonamana)                | Yoo Young-jin   | Yoo Young-jin                                                                       | 3:58    |  |
| 2.             | "나쁜 여자" (Boom Boom)            | Kenzie          | Hayden Bell, Wayne Beckford, Ray Lavender                                           | 3:15    |  |
| 3.             | "응결" (Coagulation)               | Park Chang-hyun | Park Chang-hyun                                                                     | 4:20    |  |
| 4.             | "나란 사람" (Your Eyes)            | Kim Jung-bae    | Kenzie                                                                              | 3:41    |  |
| 5.             | "My Only Girl"                     | Hong Ji-yoo     | Brandon Fraley, Joshua Welton                                                       | 3:09    |  |
| 6.             | "사랑이 이렇게" (My All Is In You) | Kwon Yun-jung   | Squeak Jackson, Stephen Beckham                                                     | 3:36    |  |
| 7.             | "Shake It Up!"                     | Kim Young-hoo   | Ryan Jhun, Antwann Frost, Ronald Frost, Micheal Muncie, Denzil Remedios, Kibwe Luke | 3:02    |  |
| 8.             | "잠들고 싶어" (In My Dream)        | Kwon Yun-jung   | Kim Ji-hu                                                                           | 5:02    |  |
| 9.             | "봄날" (One Fine Spring Day)       | Kwon Yun-jung   | Magnus Andersson                                                                    | 3:56    |  |
| 10.            | "좋은 사람" (Good Person)          | Yoo Hui-yeol    | Yoo Hui-yeol                                                                        | 4:04    |  |
| 11.            | "Here We Go"                       | Kim Eana        | Carl Utbult, Tebey Ottoh, Fredrik Hult                                              | 3:50    |  |
| Duração total: | Duração total:                     | Duração total:  | Duração total:                                                                      | 42:04   |  |

| Versão C (relançamento) |                                    |                 | |         |  |
| N.º                     | Título                             | Letras          | Música                                                                                              | Duração |  |
| 1.                      | "미인아" (Bonamana)                | Yoo Young-jin   | Yoo Young-jin                                                                                       | 3:58    |  |
| 2.                      | "너 같은 사람 또 없어" (No Other)  | Kenzie          | Denzil Remedios, Kibwe Luke, Ryan Jhun, Reefa                                                       | 4:16    |  |
| 3.                      | "진심" (All My Heart)              | Hong Ji-hoo     | Henry Lau, Leeteuk                                                                                  | 3:41    |  |
| 4.                      | "여행" (A Short Journey)           | Eunhyuk         | Donghae                                                                                             | 3:44    |  |
| 5.                      | "Shake It Up!" (Remix)             | Kim Young-hoo   | Ryan Jhun, Antwann Frost, Ronald Frost, Micheal Muncie, Denzil Remedios, Kibwe Luke, Chance, Ichiro | 3:04    |  |
| 6.                      | "나쁜 여자" (Boom Boom)            | Kenzie          | Hayden Bell, Wayne Beckford, Ray Lavender                                                           | 3:15    |  |
| 7.                      | "응결" (Coagulation)               | Park Chang-hyun | Park Chang-hyun                                                                                     | 4:20    |  |
| 8.                      | "나란 사람" (Your Eyes)            | Kim Jung-bae    | Kenzie                                                                                              | 3:41    |  |
| 9.                      | "My Only Girl"                     | Hong Ji-yoo     | Brandon Fraley, Joshua Welton                                                                       | 3:09    |  |
| 10.                     | "사랑이 이렇게" (My All Is In You) | Kwon Yun-jung   | Squeak Jackson, Stephen Beckham                                                                     | 3:36    |  |
| 11.                     | "Shake It Up!"                     | Kim Young-hoo   | Ryan Jhun, Antwann Frost, Ronald Frost, Micheal Muncie, Denzil Remedios, Kibwe Luke                 | 3:02    |  |
| 12.                     | "잠들고 싶어" (In My Dream)        | Kwon Yun-jung   | Kim Ji-hu                                                                                           | 5:02    |  |
| 13.                     | "봄날" (One Fine Spring Day)       | Kwon Yun-jung   | Magnus Andersson                                                                                    | 3:56    |  |
| 14.                     | "좋은 사람" (Good Person)          | Yoo Hui-yeol    | Yoo Hui-yeol                                                                                        | 4:04    |  |
| 15.                     | "Here We Go"                       | Kim Eana        | Carl Utbult, Tebey Ottoh, Fredrik Hult                                                              | 3:50    |  |
| Duração total:          | Duração total:                     | Duração total:  | Duração total:                                                                                      | 56:53   |  |

| Versão D (DVD) |                                                |         |  |
| N.º            | Título                                         | Duração |  |
| 1.             | "미인아" (Bonamana) (videoclipe)               |         |  |
| 2.             | "미인아" (Bonamana) (making-of)                |         |  |
| 3.             | "너 같은 사람 또 없어" (No Other) (videoclipe) |         |  |
| 4.             | "너 같은 사람 또 없어" (No Other) (making-of)  |         |  |

## Desempenho nas tabelas musicais
| País          | Parada                      | Melhor posição |
| ------------- | --------------------------- | -------------- |
| Coreia do Sul | Gaon Weekly Album Chart     | 1              |
| Coreia do Sul | Gaon Monthly Album Chart    | 1              |
| Coreia do Sul | Gaon Yearly Album Chart     | 1              |
| Taiwan        | G-Music Combo Chart         | 1              |
| Taiwan        | G-Music K-pop/J-pop Chart   | 1              |
| Taiwan        | G-Music International Chart | 1              |
| Tailândia     | Channel V's V Countdown     | 1              |
| Japão         | Oricon Daily Album Charts   | 5              |

## Vendas
| País/Parada | Álbum                   | Vendas    |
| ----------- | ----------------------- | --------- |
| Gaon Chart  | Bonamana                | + 200,193 |
| Gaon Chart  | Bonamana (Relançamento) | + 99,355  |
| Total       |                         |           |
| + 299,548   |                         |           |

## Histórico de lançamento
| Versão           | País          | Data                                                                                  | Distribuidora          | Formato |
| ---------------- | ------------- | ------------------------------------------------------------------------------------- | ---------------------- | ------- |
| A                | Coreia do Sul | 13 de maio de 2010                                                                    | SM Entertainment       | CD      |
| A                | Hong Kong     | 4 de junho de 2010                                                                    | Avex Asia              | CD      |
| A                | Taiwan        | 18 de junho de 2010                                                                   | Avex Taiwan            | CD      |
| A                | Filipinas     | 3 de julho de 2010 (lançamento especial) 9 de julho de 2010 (lançamento oficial)      | Universal Records      | CD      |
| B                | Coreia do Sul | 20 de maio de 2010                                                                    | SM Entertainment       | CD      |
| B                | Hong Kong     | 4 de junho de 2010                                                                    | Avex Asia              | CD      |
| B                | Taiwan        | 25 de junho de 2010                                                                   | Avex Taiwan            | CD      |
| B                | Filipinas     | 3 de julho de 2010 (lançamento especial) 9 de julho de 2010 (lançamento oficial)      | Universal Records      | CD      |
| C (relançamento) | Coreia do Sul | 28 de junho de 2010                                                                   | SM Entertainment       | CD      |
| C (relançamento) | Hong Kong     | 3 de julho de 2010                                                                    | Avex Asia              | CD      |
| C (relançamento) | Taiwan        | 23 de julho de 2010                                                                   | Avex Taiwan            | CD      |
| C (relançamento) | Filipinas     | 28 de agosto de 2010 (lançamento especial) 3 de setembro de 2010 (lançamento oficial) | Universal Records      | CD      |
| D                | Taiwan        | 19 de novembro de 2010                                                                | Avex Taiwan            | CD+DVD  |
| Edição japonesa  | Japão         | 21 de julho de 2010                                                                   | Avex Trax, Rhythm Zone | CD      |